# Obrium complanatum
Obrium complanatum là một loài bọ cánh cứng trong họ Cerambycidae.